# エドワード・ステティニアス

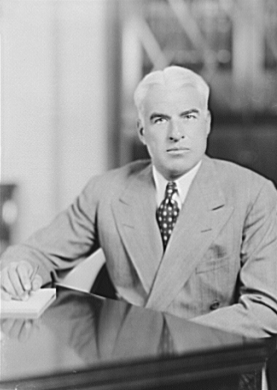
エドワード・ステティニアス

エドワード・ライリー・ステティニアス（Edward Reilly Stettinius, 1900年10月22日 - 1949年10月31日）は、アメリカ合衆国の政治家。1944年から1945年にかけてフランクリン・ルーズベルト大統領とハリー・トルーマン大統領の下で国務長官を務めた。

## 生い立ち
1900年10月22日、ステティニアスはイリノイ州シカゴのゴールドコーストにおいて誕生した。ステティニアスは1930年までコネチカット州のポンフレット・スクールで学び、続いてバージニア州のバージニア大学で学んだ。ステティニアスは福祉活動に関心を示し、学業を疎かにした。ステティニアスは1924年にバージニア大学を中途退学した。

## 実業家として
1926年、ステティニアスはゼネラルモーターズ社の副社長ジョン・リー・プラットの補佐役となった。1931年、ステティニアスはプラットの後任として副社長に就任した。ステティニアスはゼネラルモーターズ社において失業対策事業の展開を行い、一時的に全国復興庁に出向した。その中でステティニアスは、フランクリン・ルーズベルトと知り合いになった。1934年、ステティニアスはゼネラルモーターズ社を離れ、USスチール社に上級幹部として移った。ステティニアスは1938年にUSスチール社の取締役会長となった。

## ルーズベルト政権

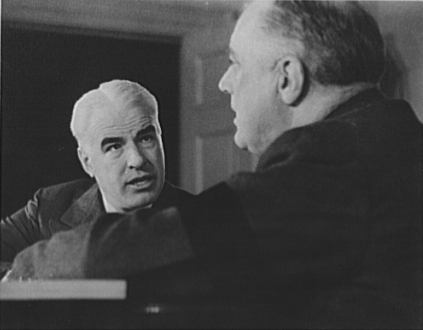
ルーズベルト大統領と議論を行うステティニアス

1939年、フランクリン・ルーズベルト大統領は、ステティニアスを戦争資源委員会の委員長に任命した。ステティニアスはUSスチール社を離れ、第二次世界大戦下のヨーロッパで生産される希少資源の配分可能性について調査を実施した。1941年、ステティニアスはイギリスとのレンドリース計画を統括した。ステティニアスは1943年にアメリカ合衆国国務次官となった。1944年、国務長官コーデル・ハルが健康問題により辞任すると、ステティニアスは後任の国務長官となった。

## 国際連合との関わり
ステティニアスは1945年のサンフランシスコ会議にアメリカ代表団の団長として参加し、国際連合の設立に助力した。そして国際連合の設立が確定的になると、ステティニアスは国連大使となるため国務長官を辞任した。ステティニアスは1946年にアメリカ合衆国の初代国連大使となった。

## 晩年
ステティニアスは1949年10月31日にコネチカット州グリニッジにおいて死去した。ステティニアスの遺体はニューヨーク州ローカストバレーのローカストバレー墓地に埋葬された。

## 家族

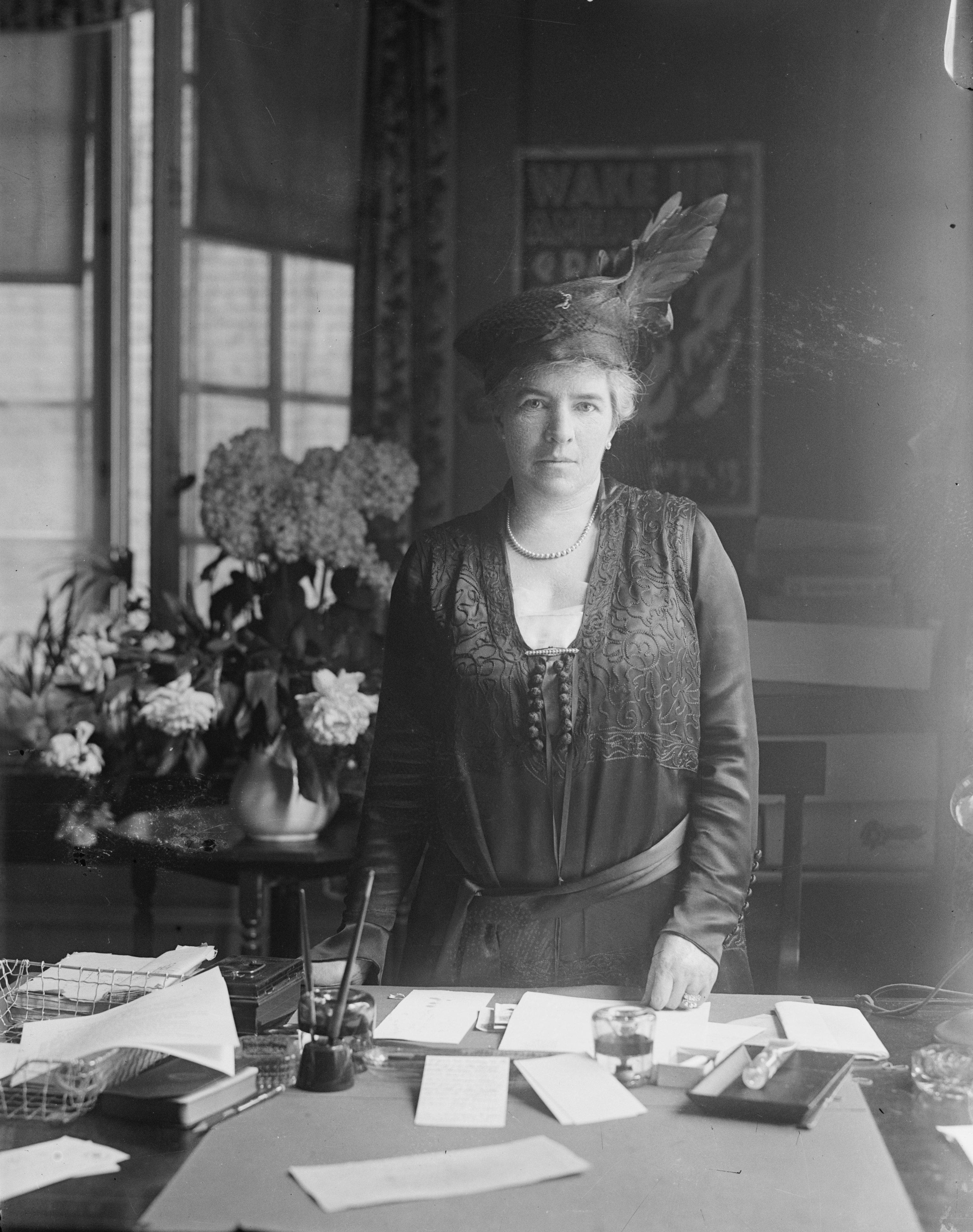
妻のヴァージニア

父親は同名のエドワード・ライリー・ステティニアス（Edward Reilly Stettinius）、母親はジュディス・カーリントン（Judith Carrington）であった。父親はドイツ系移民の子孫であり、母親はイングランド系移民の子孫であった。4人兄弟の第3子であり、上にはウィリアム・カーリントン・ステティニアス（William Carrington Stettinius）とイザベル・ステティニアス（Isabelle Stettinius）が、下にはベティー・ステティニアス（Bettie Stettinius）がいた。
1926年5月15日、ステティニアスはバージニア州リッチモンド出身のヴァージニア・ゴードン・ウォレス（Virginia Gordon Wallace）と結婚した。夫妻の間には、エドワード・ライリー・ステティニアス（Edward Reilly Stettinius）と、双子のウォレス・ステティニアス（Wallace Stettinius）、ジョセフ・ステティニアス（Joseph Stettinius）の、3人の子供が生まれた。

## 訳書
- 『ヤルタ会談の秘密』 中野五郎訳、六興出版社、1953年